# Okular
Okular (někdy psáno oKular; anglická výslovnost [ˈokjulə(r)]) je univerzální prohlížeč dokumentů z prostředí KDE 4. Je založen na KPDF a nahrazuje aplikace KPDF, KGhostView, KFax, KFaxview a KDVI známé z prostředí KDE 3.
Jeho vývoj započal tehdejší student Piotr Szymanski na Google Summer of Code 2005. Okular možňuje mj. vytváření záložek ve vícestránkových dokumentech, otáčení zobrazovaných stran o násobky pravého úhlu a doplňování jednoduchých anotací (zejména do formátu PDF).
Podporuje následující formáty dokumentů:
- Portable Document Format (PDF) přes back-end Poppler
- PostScript via libspectre
- Tagged Image File Format (TIFF) via libTIFF
- Microsoft Compiled HTML Help (CHM) via chmlib
- DjVu via DjVuLibre
- obrázky
- Device independent file format (DVI)
- XML Paper Specification (XPS)
- formát OpenDocument (ODF)
- EPUB via epub
- FictionBook
- ComicBook
- Plucker